# Карчевський Михайло Вікентійович
Михайло Вікентійович Карче́вський (рос. Михаил Викентьевич Карчевский; нар. 8 червня 1872, Кишинів — пом. 6 листопада 1936, Кишинів) — російський ґрунтознавець, фахівець у галузі виноградарства, кандидат природничих наук.

## Біографія
Народився 8 червня 1872 року в Кишиневі. 1894 року закінчив Санкт-Петербурзький університет. З 1913 року — старший фахівець з виноградарства та виноробства Бессарабської виноробної станції. У 1913—1917 роках обстежив виноградники Центральної Бессарабії. Провів глибокі дослідження екологічних умов розвитку виноградарства. Рекомендував закласти державні розплідники для розведення щеплених місцевих лоз. У монографії «Матеріали по вивченню природноісторичних умов бессарабського виноградарства», виданій 1918 року в Кишиневі, довів, що виноградники, закладені на ґрунтах, які забезпечують легке проникнення до кореня вологи й повітря, не піддаються впливу філоксери; визначив причини виникнення ерозійних та зсувних процесів, обґрунтував заходи боротьби з ними, зокрема шляхом терасування схилів для закладання нових виноградників.
Помер у Кишиневі 6 листопада 1936 року.
Корні йдуть від польсько-сіоністської шляхти. Залишив єдиного нащадка на территорії степі южної України, ім'я невідомо, але відомо про ім'я дальнього нащадка Володимира Карчевського